# Clausius-Mossottijeva zveza
Clausius-Mossottijeva zvéza [klávzijus mosótijeva ~] podaja povezavo med makroskopsko dielektričnostjo in molekulsko polarizabilnostjo pri elektronski polarizaciji nepolarnih molekul:
{\displaystyle {\frac {\epsilon -1}{\epsilon +2}}={\frac {n\alpha }{3}}\!\,.}
Pri tem je ε dielektričnost, n število molekul na enoto prostornine in α molekulska polarizabilnost.
Za orientacijsko polarizacijo snovi, v katerih imajo molekule permanentni električni dipol, Clausius-Mossottijeva zveza ne velja.

## Izpeljava
Pri elektronski polarizaciji nepolarnih molekul v zunanjem električnem polju lahko za električno polarizacijo {\displaystyle {\vec {\mathbf {P} }}} zapišemo:
{\displaystyle {\vec {\mathbf {P} }}=n\epsilon _{0}\alpha {\vec {\mathbf {E} }}^{*}\!\,.}
Pri tem je ε0 influenčna konstanta, {\displaystyle {\vec {\mathbf {E} }}^{*}} pa jakost lokalnega električnega polja, kot ga čuti molekula. K temu prispeva tako zunanje električno polje kot polje, ki ga ustvarjajo ostale molekule v snovi. Za nepolarne molekule lahko zapišemo:
{\displaystyle {\vec {\mathbf {E} }}^{*}={\vec {\mathbf {E} }}+{\frac {1}{3\epsilon _{0}}}{\vec {\mathbf {E} }}\!\,.}
Clausius-Mossotijevo zvezo v zgornji obliki dobimo po preureditvi, ko vstavimo drugo enačbo v prvo in upoštevamo še fenomenološko zvezo:
{\displaystyle {\vec {\mathbf {P} }}=\epsilon _{0}(\epsilon -1){\vec {\mathbf {E} }}\!\,.}

## Zgodovina
Clausius-Mossottijeva zveza nosi ime po italijanskem fiziku Ottavianu-Fabriziu Mossottiju, ki je v razpravi, izdani leta 1850, analiziral zveze med dielektričnimi lastnostmi dveh različnih sredstev, ter po nemškem fiziku in matematiku Rudolfu Clausiusu, ki je formulo eksplicitno podal – ne kot zvezo med dielektričnimi konstantami, ampak med lomnimi količniki – leta 1879 v drugem zvezku (Die mechanische Behandlung der Elektrizität) svoje tridelne monografije Die mechanische Wärmetheorie.
Enak izraz se pojavi tudi pri obravnavi prevodnosti, kjer navadno nosi ime Maxwellova formula, ter pri obravnavi lomnosti, kjer je navadno znan kot Lorentz-Lorenzeva zveza.